# Carlos Olivier
Carlos Olivier, nome completo all'anagrafe Carlos Raúl Fernández López (Caracas, 26 gennaio 1952 – Caracas, 22 gennaio 2007), è stato un attore e medico venezuelano.

## Biografia
Figlio di Manuel Raúl Fernández Álvarez, medico chirurgo, e dell'attrice Linda Olivier (all'anagrafe Elizabeth de la Concepción López Hurtado), ebbe due fratelli che divennero uno ingegnere e l'altro avvocato. Il padre morì quando Carlos aveva appena tre anni, quindi il piccolo è stato cresciuto dalla madre e il suo secondo marito il professor Alejandro Irazábal.
A soli 15 anni debuttò in un programma dedicato alla ricerca di volti nuovi, poi passò a studiare recitazione nell'Atelier di Giovani Attori di RCTV. L'Atelier era diretto da Hugo Ulive, Isaac Chocrón, Julio César Mármol, Humberto Colmenares, Román Chalbaud, Manuel Bermúdez e Amalia Perez Diaz.
Da giovane seguì le due passioni della sua vita: fece studi di medicina nella Università Centrale di Venezuela e studiò recitazione presso l'Atelier di RCTV.
Carlos Olivier partecipò a numerose telenovelas di RCTV e di Venevisión, recitando al fianco di attrici del calibro di Grecia Colmenares, Tatiana Capote e Mayra Alejandra, diventando presto famoso. Il suo personaggio più famoso fu Pedro Luis Guerra nella telenovela Leonela (1983) al fianco di Mayra Alejandra. Inoltre fu attore in diverse opere di teatro.
Lavorando sul set incontrò, l'attrice Paula d'Arco, sua partner in due film, Storia di un amore e Il prigioniero di Zeuda e dopo due anni si sposarono. Dal matrimonio nacque il figlio Carlos Raúl ma la felicità fu breve poiché, nel marzo, del 1976 Paula morì in un incidente stradale. Nonostante il lutto, Caros non si diede per vinto e si gettò a capofitto nel lavoro, girando una telenovela dietro l'altra, oltre che a specializzarsi nella sua professione medica, diventando medico olistico.
Di lì a poco conobbe una nuova donna di origine iraniana, Salka Valentina Picon, avvocato penalista e criminologo, da cui ebbe altri due figli, Salka Elisabeth e Tarek Gonzalo.
Finalmente dopo tanta gavetta iniziò ad arrivare il grande successo internazionale quando i produttori scommisero sulla sua bravura e gli affidarono il ruolo di protagonista nella telenovela Marta, al fianco di Mayra Alejandra. Da quel momento nacque una celebre coppia, che nel giro di quattro anni girò Marta, Capriccio e passione, Cuori nella tempesta e Leonela.
Giunto all'apice del successo, Carlos Olivier iniziò a viaggiare all'estero per seguire corsi di regia, cinematografia e canto, e si fermò negli Stati Uniti per cinque anni. In quel paese, Olivier recitò in due puntate della serie poliziesca statunitense Miami Vice e presentò il programma El Gran Evento con Carlos Olivier per la rete televisiva Telemundo. Durante la permanenza negli Stati Uniti, conobbe il celebre attore Steven Seagal, noto per le arti marziali, con cui ebbe una grande amicizia.
Nel 1993 tornò a recitare al fianco di Mayra Alejandra nella telenovela Amor de papel ma non ebbe un grande successo di pubblico come in passato.  Carlos non si abbatté ma si impegnò ancora di più e prese la seconda laurea in Giurisprudenza, iniziò gli studi di Psicologia e registrò due dischi con il produttore cubano Emilio Estefan.
Nel frattempo diventò pure nonno di Luis Alejandro, avuto dal figlio Carlos Raúl con l'attrice Lisbeth Manrique.
Morì di attacco cardiaco il 22 gennaio 2007 dovuto a una malattia autoimmune, la sclerosi multipla. Gli era stata diagnosticata molto tempo prima, nel 1989, e per il suo esordio aggressivo i medici avevano dato a Carlos 5 anni di vita; l'attore non si lasciò abbattere e lottò duramente contro questa patologia prestandosi come cavia a tante cure sperimentali, alcune delle quali furono così invasive da ridurlo sulla sedie a rotelle per mesi, ma egli ogni volta riuscì ad eliminare le disabilità. La sua forza di vivere e la tenacia nelle cure mediche gli allungarono la vita fino al 2007.

## Filmografia

### Telenovelas
- Historia de amor (prima telenovela non protagonista) (1968)
- Prisionero de Zenda
- El hombre de la máscara de hierro
- La italianita (1973)
- Orgullo
- La indomable (1974)
- Alejandra (1975)
- La señora de Cardenas (1976)
- Sabrina (1976)
- Residencias de señoritas (1977)
- Sonia (1978)
- Piel de Zapa (1978)
- Estefanía - Julio César Ordóñez (1979)
- Muñequita (1980)
- Gomez I (1980)
- Gomez II (1981)
- Rosalinda - Martín (1981)
- Angelito (1981)
- Capriccio e passione (Jugando a vivir) (1982)
- Marta (Marta y Javier) (1983)
- Cuori nella tempesta (Bienvenida Esperanza) (1983)
- Leonela; 1ª parte (Leonela) (1983)
- De su misma sangre (1983)
- Leonela; 2ª parte (Miedo al amor) (1984)
- Esa muchacha de ojos cafè (1986)
- Enamorada (1986)
- Toda la vida (1988)
- Alondra (1989)
- De mujeres  (1990)
- Amor de papel (1993)
- Peligrosa (1994)
- Pecado de amor (1996)
- Contra viento y marea (1997)
- Carita pintada (1999)
- Cuando hay pasión (1999)
- Hay amores que matan (2000)
- Viva la Pepa (2001)
- Las González (2002)
- Engañada (2003)
- ¡Qué buena se puso Lola! (2004)
- Los Querendones (2006)

### Film
- Cuando quiero llorar No lloro (1973)
- Retén de catia (1983)
- Homicidio culposo (1983)
- Aguasangre, crónica de un indulto (1987)
- Inocente en línea (1991)
- Atenea y Afrodita (corto) (2005)

## Teatro
- Con mi mujer no puedo
- No te pases de la raya, cariño
- La mamá
- La serpiente
- Aquí hace calor